# Baron Audley
Le titre Baron Audley fut créé pour la première fois le 8 janvier 1313 pour Nicholas Audley de Heighley, membre de la famille Audley-Stanley.
Le troisième baron meurt sans héritier en 1391, laissant les titres vacants. Ils sont à nouveau attribués en 1408 aux descendants de sa sœur Joanne et de son mari, Sir John Tuchet (né en 1327). Le onzième baron fut fait comte de Castlehaven. Son successeur fut accusé de félonie et exécuté, laissant à nouveau la baronnie vacante (mais pas le comté, qui était irlandais). Son fils est autorisé à hériter de la baronnie en 1678 par décision du Parlement. le titre de comte s'est éteint à la mort du huitième comte et la baronnie fut donnée à George Thicknesse. En 1997 le titre de Baron Audley est suspendu et l'est encore à ce jour.
Le titre de baron Audley est attribué une seconde fois le 20 novembre 1317 pour Hugh Audley de Stratton Audley, petit-fils de James Audley de Audley (1220-1272). Il épouse Marguerite de Clare (fille du de Gilbert de Clare, 6e comte d'Hertford et 7e comte de Gloucester). Audley devient comte de Gloucester en 1337. À sa mort en 1347, comté et baronnie s'éteignent. Sa fille et unique héritière épouse Ralph de Stafford et la baronnie passe donc dans le comté de Stafford jusqu'en 1521, année où Edward Stafford est privé de ses droits.

## Barons Audley (1313)
- 1313-1316 : Nicholas Audley (1289-1316), 1er baron Audley
- 1316-1386 : James Audley (1312-1386), 2e baron Audley
- 1386-1391 : Nicholas Audley (en) (1328-1391), 3e baron Audley
- 1391-1408 : John Tuchet (en) (1371-1408), 4e baron Audley
- 1408-1459 : James Tuchet (1398-1459), 5e baron Audley
- 1459-1490 : John Tuchet (1423-1490), 6e baron Audley
- 1490-1497 : James Tuchet (1463-1497), 7e baron Audley
- 1497-1558 : John Tuchet (en) (1483-1558), 8e baron Audley
- 1558-1560 : George Tuchet (en) (mort en 1560), 9e baron Audley
- 1560-1563 : Henry Tuchet (en) (mort en 1563), 10e baron Audley
- 1563-1617 : George Tuchet (en) (1551-1617), 1er comte de Castlehaven
- 1617-1631 : Mervyn Tuchet (en) (1593-1631), 2e comte de Castlehaven
- 1631-1684 : James Tuchet (1617-1684), 3e comte de Castlehaven
- 1684-1686 : Mervyn Tuchet (en) (mort en 1686), 4e comte de Castlehaven
- 1686-1700 : James Tuchet (en) (mort en 1700), 5e comte de Castlehaven
- 1700-1740 : James Tuchet (en) (mort en 1740), 6e comte de Castlehaven
- 1740-1769 : James Tuchet (en) (1723-1769), 7e comte de Castlehaven
- 1769-1777 : John Tuchet (en) (1724-1777), 8e comte de Castlehaven
- 1777-1818 : George Thicknesse (en) (1758-1818), 19e baron Audley
- 1818-1837 : George Thicknesse-Touchet (en) (1783-1837), 20e baron Audley
- 1837-1872 : George Edward Thicknesse-Touchet (en) (1817-1872), 21e baron Audley
- 1872-1942 : Mary Thicknesse-Touchet (en) (1858-1942), 22e baronne Audley
- 1942-1963 : Thomas Percy Henry Touchet-Jesson (1913-1963), 23e baron Audley
- 1963-1973 : Rosina MacNamee (1911-1973), 24e baronne Audley
- 1973-1997 : Richard Michael Thomas Souter (1914-1997), 25e baron Audley

## Barons Audley (1317)
- 1317-1347 : Hugh Audley (v.1291-1347), 1er baron Audley. Fut fait 1er comte de Gloucester en 1337. La pairie est probablement éteinte à sa mort.
- 1347-1349 : Marguerite Audley (v.1318-1349), 2e baronne Audley, mariée à Ralph de Stafford ;
- 1349-1386 : Hugh de Stafford (v.1342-1386), 2e comte de Stafford.